# Vexin

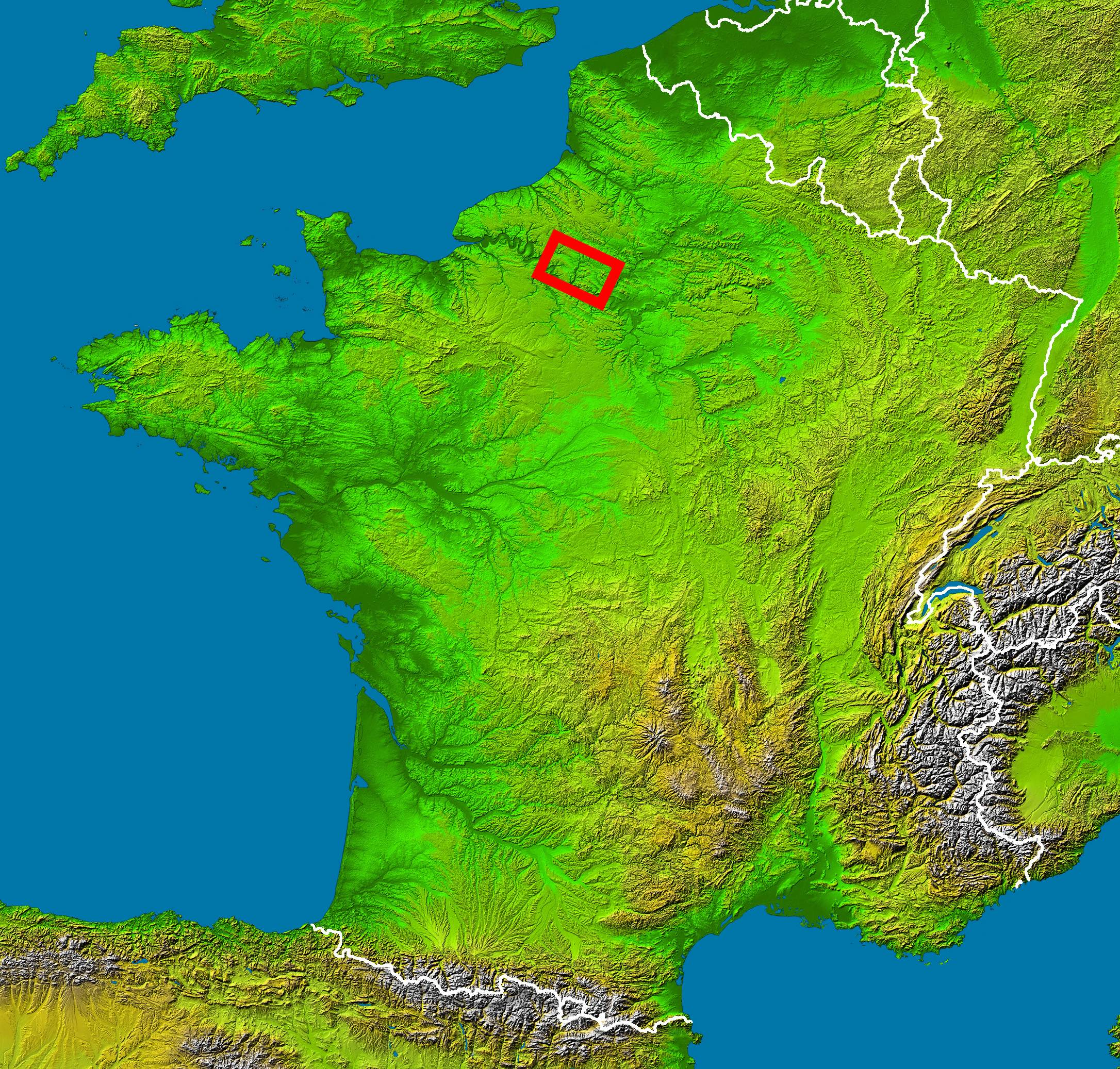
Vexin localización.

Vexin es una región del noroeste de Francia cuyo origen se remonta a la división de los primeros tiempos del reino de Francia. En realidad Vexin es más una entidad geográfica y natural que política e histórica. Queda limitada, aproximadamente, por la región que se extiende desde el Este hacia el Oeste entre Pontoise y Ruan y por el Norte/sur, entre Beauvais y el Sena. Comprende cinco departamentos:
- Valle del Oise
- Yvelines
- Eure
- Sena Marítimo
- Oise

## Historia
Su nombre original procede del pueblo galo de los véliocasses que ocupó la región: el pagus de los véliocasses se convirtió en el país de Vexin.
En 911, cuando Carlos el Simple tuvo que dejar una parte del territorio en manos del vikingo Hrolf Ganger y se convirtió, por este medio, en parte del ducado de Normandía, el Vexin se encuentra dividido en dos por el trazado del río Epte, pequeño afluente del Sena. Razón por la que se conoce como el Vexin normando en la parte oeste, y el Vexin francés en la parte oriental.

## Geografía física y humana
Ver: Vexin francés y Vexin normando
- Datos: Q1476089
- Multimedia: Vexin / Q1476089